# Guðríður Símonardóttir
Guðríður Símonardóttir (1598 – 18 december 1682) was een van de 242 personen die in 1627 van de Vestmannaeyjar eilanden ontvoerd werden tijdens acties door Barbarijse zeerovers die later bekend werden als de Turkse ontvoeringen. Guðríður hield hier de bijnaam Tyrkja-Gudda (Turkse Gudda) aan over.

## Leven
Guðríður was een vissersvrouw en moeder. Na haar ontvoering werd ze als slavin en odalisk in Algerije verkocht. Ze was een van de weinige ontvoerden wier vrijheid door Christiaan IV van Denemarken teruggekocht werd; een tiental jaren na haar ontvoering keerde ze terug in IJsland.
Ze werd vervolgens naar Denemarken gestuurd om weer wegwijs te worden in haar moedertaal en oorspronkelijke religie. Ze werd daarin onderwezen door Hallgrímur Pétursson, op dat ogenblik een theologiestudent, die deze taak met verve op zich nam. Nadat Guðríður ontdekt had dat ze zwanger van hem was, en daaropvolgend ook dat haar echtgenoot overleden was, trouwde ze met Hallgrímur. De andere IJslanders keken neer op Guðríður, beschouwden haar als hoer en heidin bovendien. Ze was ook nog eens ongeveer zestien jaar ouder dan Hallgrímur (1614-1674), hetgeen naar de IJslandse zeden in die dagen een vreselijke schande was.

## Guðríður in de kunst
Jakob Jónsson schreef in 1952 een toneelstuk over de avonturen Tyrkja-Gudda.
Steinunn Johannesdottir schreef in 2001 een boek over haar ervaringen getiteld Reisubók Guðríðar Símonardóttur (Gudridurs reis). Het boek was maandenlang niet van de IJslandse bestsellerlijst te slaan.